# Вардариоти
Вардариотите (на гръцки: Βαρδαριῶται) са етническа група от късния период на Източната Римска империя. Точният етнически произход на Вардариотите е неясен. За първи път името им се споменава през X в., като подчинения на Солун диоцез на „Вардариоти или турки“. В средата на XIV в. Псевдо-Кодинос ги споменава като персийци по род и отбелязва, че са се заселили по долината на река Вардар. Според друга версия са близки до маджарите. Според Христо Димитров вардариотите представляват „сборен наемен военен корпус, в който влизали покръстени маджари, селджушки турци и перси“.